# Renaissance
Renaissance (RE) (în română: Renașterea) anterior cunoscut ca La Republique en Marche! sau simplu En Marche! este un partid politic de centru și liberal din Franța, înființat de Emmanuel Macron, fost ministru al Economiei și Finanțelor, actualmente președinte al țării.
Creat la 6 aprilie 2016 în Amiens, orașul natal al lui Macron, En Marche! a beneficiat de o dinamică surprinzătoare. O mare operațiune de popularizare, în toată Franța, a obiectivelor mișcării a început pe 28 mai 2016. Potrivit unor cifre din interiorul partidului, En Marche! are aproape 360.000 de aderenți și nu mai puțin de 3.162 de comitete în toată Franța.
Macron consideră LREM a fi o mișcare progresistă, unind atât stânga, cât și dreapta politică. În următorul an 2017, partidul a concurat la alegerile prezidențiale și alegerile legislative unde a reușit să câștige președinția și majoritatea absolută în Adunarea Națională a Franței.
LREM acceptă globalizarea și caută să „modernizeze și moralizeze” politica franceză, combinând liberalismul social și economic. Mișcarea acceptă membrii care provin de la alte partide într-un procent mai mare decât celelalte partide franceze, și nu impune vreunui membru care vrea să se alăture partidului să plătească vreo taxă. Partidul este membru al Renew Europe, un grup politic europarlamentar înființat în iunie 2019.

## Rezultate la alegeri

### Prezidențiale
| An   | Candidat        | Turul I   | Turul I | Turul al II-lea | Turul al II-lea | Rezultat |
| An   | Candidat        | Voturi    | %       | Voturi          | %               | Rezultat |
| ---- | --------------- | --------- | ------- | --------------- | --------------- | -------- |
| 2017 | Emmanuel Macron | 8.656.346 | 24,01   | 20.743.128      | 66,1            | Câștigat |
| 2022 | Emmanuel Macron | 9.785.578 | 27.84   | 18.779.641      | 58.5            | Câștigat |

### Parlamentare
| Anul alegerilor | Primul tur | Primul tur | Al doilea tur | Al doilea tur | Locuri    | +/−   | Poziție (locuri) | Guvern                   |
| Anul alegerilor | Votes      | %          | Votes         | %             | Locuri    | +/−   | Poziție (locuri) | Guvern                   |
| --------------- | ---------- | ---------- | ------------- | ------------- | --------- | ----- | ---------------- | ------------------------ |
| 2017            | 6,391,269  | 28.21      | 7,826,245     | 43.06         | 308 / 577 | ▲ 308 | 1                | Majoritate prezidențială |
| 2022            | 5,857,364  | 25.71      | 8,003,240     | 38.57         | 153 / 577 | ▼175  | 1                | Minoritate prezidențială |

### Parlamentul European
| Anul alegerilor | Voturi    | %     | Poziție | LREM liste comune | +/- | LREM locurile partidului | +/− |
| --------------- | --------- | ----- | ------- | ----------------- | --- | ------------------------ | --- |
| 2019            | 5,079,015 | 22.42 | 2       | 23 / 79           | ▲23 | 11 / 79                  | ▲11 |

## Simboluri

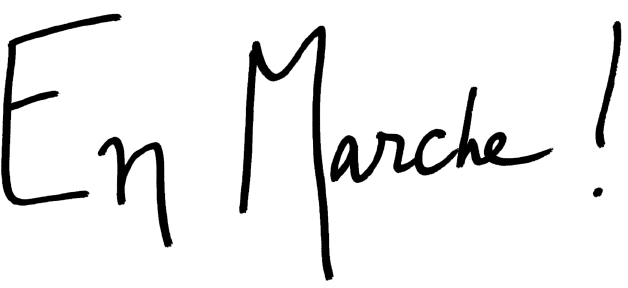
Primul logo, depus la INPI pe 8 aprilie 2016
Al doilea logo, depus la INPI pe 9 februarie 2017
Al treilea și actual logo, depus la INPI pe 7 mai 2017
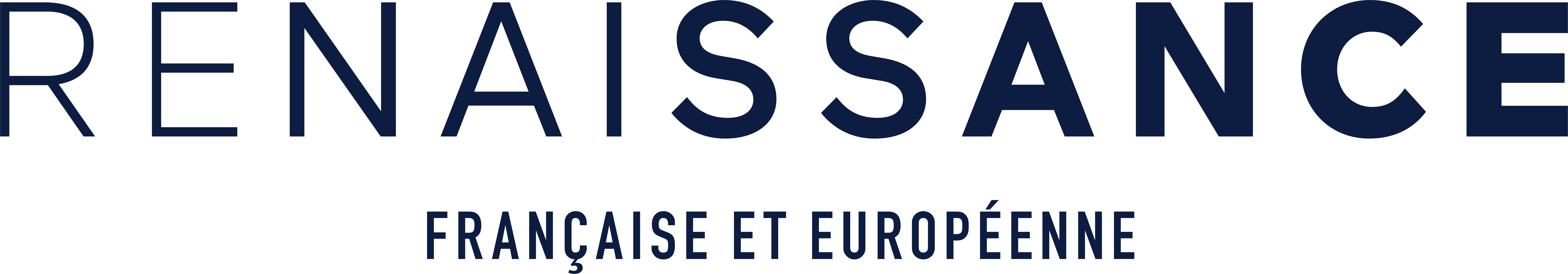
Logo alternativ, 2022